# Maria Romanowska (ekonomista)
Maria Romanowska z domu Witkowska (ur. 1947 w Radomiu) – polska ekonomistka, profesor nauk ekonomicznych w dyscyplinie nauki o zarządzaniu, doktor honoris causa Politechniki Częstochowskiej. Ekspert w dziedzinie zarządzania strategicznego, zarządzania w kryzysie i zarządzania grupami kapitałowymi. Uczestniczyła w realizacji wielu ekspertyz i projektów badawczych, w tym grantów Komitetu Badań Naukowych i Narodowego Centrum Nauki. Autorka ok. 200 publikacji.

## Życiorys
Urodziła się 22 marca 1947 r. w Radomiu w rodzinie Stefana Witkowskiego, nauczyciela akademickiego, urbanisty, działacza społecznego, współzałożyciela Towarzystwa Sztuk Pięknych w Radomiu i Radomskiego Towarzystwa Naukowego, i Hanny z Jasińskich, radcy prawnej, działaczki Ligi Kobiet Polskich. Siostra Marcina Witkowskiego (ur. 1943), Stefana Witkowskiego (ur. 1946), Małgorzaty Gajek (ur. 1956).
Po skończeniu w 1965 r. Liceum Ogólnokształcącego im. D. Czachowskiego w Radomiu rozpoczęła studnia na Wydziale Handlu Wewnętrznego Szkoły Głównej Planowania i Statystyki (SGPiS) w Warszawie (obecnie Szkoła Główna Handlowa w Warszawie). Od 1969 r. zatrudniona w SGPiS kolejno jako stażystka i asystentka, a po obronie doktoratu w 1976 r. jako adiunkt w Katedrze Teorii Organizacji i Zarządzania kierowanej przez prof. dra hab. Jerzego Kurnala. W 1984 r., po podziale Katedry na dwa zespoły, przeszła do nowo utworzonej Katedry Zarządzania w Gospodarce kierowanej przez prof. dr hab. Urszulę Grzelońską. Od 1985 do 1991 r. pracowała równocześnie w Instytucie Organizacji Zarządzania i Doskonalenia Kadr w Zakładzie Systemów Zarządzania kierowanym przez prof. dra Bogdana Wawrzyniaka, potem w Polskiej Fundacji Promocji Kadr. W 1991 r. otrzymała stopień doktora habilitowanego i została powołana przez rektora Szkoły Głównej Handlowej na stanowisko kierownika Katedry Zarządzania w Gospodarce. W latach 1991–1994 odbyła kilka staży zagranicznych w Belgii (Vrije Universiteit Brussel) i w Paryżu (Hautes Études Commerciales). 28 marca 2000 r. otrzymała tytuł profesora nauk ekonomicznych. Od 2002 r. była zatrudniona w SGH na etacie profesora zwyczajnego. W latach 2005–-2007 pełniła funkcję prorektora SGH ds. dydaktyki i studentów. Od 2013 do 2017 r. była dyrektorem Instytutu Zarządzania SGH. W latach 2018–2021 pracowała jako profesor w Wyższej Szkole Menedżerskiej w Warszawie. Wypromowała 21 doktorów, opracowała kilkaset recenzji publikacji, projektów badawczych oraz opinii w postępowaniach awansowych.
Przez dwie kadencje (2013–2016 i 2017–2020) była członkiem Centralnej Komisji do Spraw Stopni i Tytułów Naukowych. Od 1999 do 2023 roku członek Komitetu Nauk Organizacji i Zarządzania Polskiej Akademii Nauk.
Otrzymała tytuł doktora Honoris Causa Politechniki Częstochowskiej 27 czerwca 2018 roku.
Jej córką jest dziennikarka i publicystka filmowa Anna Wróblewska.

## Ważniejsze publikacje
- Zarządzanie w kryzysie. Koncepcje, badania, propozycje, praca zbiorowa pod red. B. Wawrzyniaka, PWE, Warszawa 1985, (współautor), ISBN 83-208-0425-6.
- M. Romanowska, G. Gierszewska, Ewolucja zachowań strategicznych polskich przedsiębiorstw, „Monografie i Opracowania” nr 318, SGPiS, Warszawa 1991.
- M. Romanowska, Alianse strategiczne przedsiębiorstw, PWE, Warszawa 1997, ISBN 83-208-1063-9.
- Grupy kapitałowe w Polsce, praca zbiorowa M. Romanowskiej, M. Trockiego i B. Wawrzyniaka, Difin, Warszawa 1998, (współautor), ISBN 83-87173-49-5.
- Entrepreneurship and Economic Transition in Central Europe, edited by Jean-Paul Larcon, Kluwer Academic Publishers, 1998, (współautor), 0-7923-8279-X.
- Podstawy organizacji i zarządzania, praca zbiorowa pod red. M. Romanowskiej, Difin, Warszawa 2001, (współautor), ISBN 83-7251-121-7.
- G. Leksykon Zarządzania, praca zbiorowa pod red. Marii Romanowskiej, Difin, Warszawa 2004, (współautor), ISBN 83-7251-438-0.
- Grupy kapitałowe w Polsce. Strategie i struktury, praca zbiorowa red. M. Romanowskiej, PWE, Warszawa 2011, (współautor). ISBN 978-83-208-1965-6.
- Przedsiębiorstwo odporne na kryzys, praca zbiorowa pod red. M. Romanowskiej i W. Mierzejewskiej, Oficyna a Wolters Kluwer business, Warszawa 2016, (współautor). ISBN 978-83-264-9479-6.
- Gierszewska, M. Romanowska, Analiza strategiczna przedsiębiorstwa, wyd. V, Warszawa, PWE, 2017. ISBN 978-83-208-2259-5.
- M. Romanowska, Planowanie strategiczne w przedsiębiorstwie, PWE, Warszawa, wyd. 3, 2017, ISBN 978-83-208-2276-2.

## Ordery i odznaczenia
- Krzyż Kawalerski Orderu Odrodzenia Polski
- Srebrny Krzyż Zasługi
- Medal Komisji Edukacji Narodowej[6]
- Medal im. Karola Adamieckiego
- Odznaka „Zasłużeni dla Szkoły Głównej Handlowej w Warszawie” (2021)[7]